# Éditions Caractères
Pour les articles homonymes, voir Caractères.
 (avril 2018).
Si vous disposez d'ouvrages ou d'articles de référence ou si vous connaissez des sites web de qualité traitant du thème abordé ici, merci de compléter l'article en donnant les références utiles à sa vérifiabilité et en les liant à la section « Notes et références ».

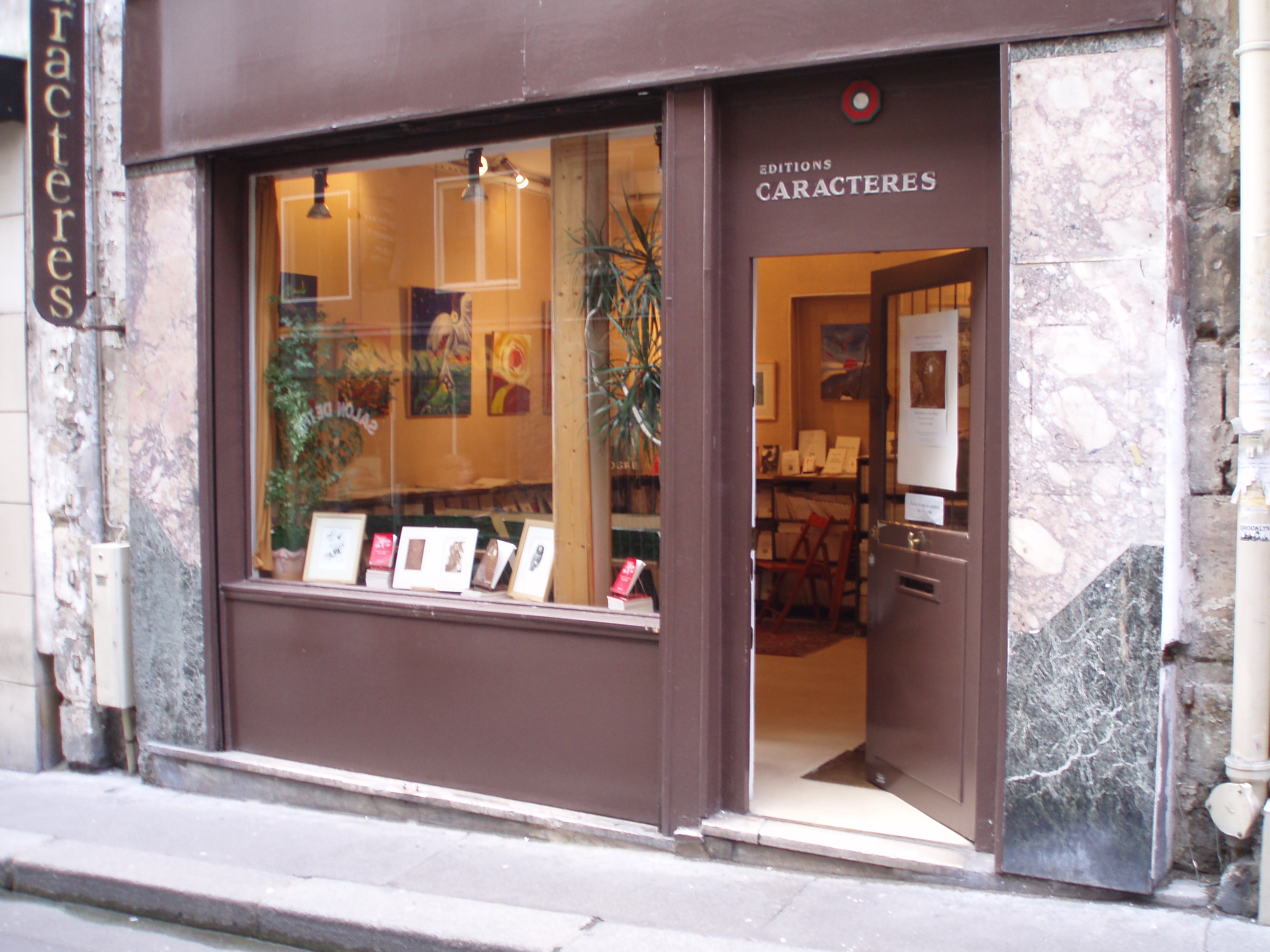
La galerie-librairie, 7 rue de l'Arbalète.

Les éditions Caractères sont une maison d'édition, fondées en 1950 par le poète Bruno Durocher, qui proposent des expositions d'art, des rencontres d'écrivains et d'artistes dans la galerie-librairie située 7 rue de l'Arbalète dans le 5e arrondissement de Paris.
Depuis la disparition de son fondateur en 1996, les éditions Caractères sont dirigées par Nicole Gdalia qui fut son épouse et sa muse.

## Publications
Les éditions Caractères publient de la poésie, des essais, des romans, des contes, des récits, des nouvelles, du théâtre, des monographies, des témoignages, des entretiens, des livres d’art…

### Auteurs

#### Français
Depuis leur création, les éditions ont publié les œuvres de quelques-uns des plus importants poètes de notre temps : Luc Bérimont, Pierre Albert-Birot, Michel Butor, Jean Cassou, Jean Cocteau, Raymond Datheil, Bruno Durocher, Benjamin Fondane, Yvan Goll, Max Jacob, Pierre-Jean Jouve, Jean-Clarence Lambert, Jean Laugier, Loys Masson, Bernard Noël, George Norge, Raymond Queneau, Jean Rousselot, Carlo Suarès, Jules Supervielle, Tristan Tzara, Gilbert Trolliet…
Elles ont également donné leur chance à nombre de poètes français inconnus telle Alexandra Duflot avec son recueil Éclats.

#### Étrangers
Parmi les auteurs étrangers : Peter Altenberg, Yehuda Amichai, Sri Aurobindo, Georges Castera, Su Dongpo, Odysseus Elytis, Federico Garcia Lorca, Juan Gelman, Edouard Glissant, Nicolas Guillén, Czesław Miłosz, Hilda Hilst, Pablo Neruda, Fernando Pessoa, Alexandre Pouchkine, Ezra Pound, Rainer Maria Rilke, Yannis Ritsos, Georges Séféris, Kedarnath Singh, Tchicaya U Tam'si, Nikiforos Vrettakos (en), Arjen Duinker (nl), Mo Yan, Satchidanandan (en), Makhambet Utemissov, Krishna Baldev Vaid, Ashok Vajpeyi, Andrei Voznessenski, Grażyna Wojcieszko, Yang Lian, Gao Xingjian, …

### Illustrateurs
Des illustrateurs majeurs ont accompagné la publication de ces textes : Jean Arp, Francis Bott, Perez Celis, Jean Cortot, Robert Couturier, Olivier Debré, Sonia Delaunay, Jacques Doucet, Abram Krol, Fernand Léger, Jean Miotte, André Masson, Hervé Masson, Francis Picabia, Pablo Picasso, Shelomo Selinger, Jacques Villon, Georges Visconti, Uriburu, Wostan, Ye Xin…

### Quelques prix littéraires
- Prix Maurice et Gisèle Gauchez-Philippot 1991 pour Le Maintien du désordre de Carl Norac